# Rage Against the Machine
I Rage Against the Machine (abbreviati spesso in Rage o R.A.T.M.) sono stati un gruppo musicale rap metal statunitense, formato a Los Angeles nel 1991 da Tom Morello e Zack de la Rocha, in attività fino al 2000 e poi riformato dal 2007 al 2011 e nuovamente riunito nel 2019 e sciolto di nuovo nel 2024. Famosi per aver mescolato con successo generi come hip hop, hard rock, hardcore punk, funk ed alternative rock, sono considerati tra i maggiori esponenti del rap metal e del rapcore, e anche uno dei gruppi che hanno influenzato il nu metal.
Nel 2000, in coincidenza con l'uscita dell'ultimo album Renegades, Zack de la Rocha lascia il gruppo per intraprendere una carriera solista, così Tom Morello, Tim Commerford e Brad Wilk assieme a Chris Cornell, noto per essere il cantante dei Soundgarden, formano gli Audioslave. Nel 2007, dopo le dimissioni di Cornell che provocano lo scioglimento degli Audioslave, il gruppo annuncia il suo grande ritorno in occasione del festival di Coachella, in California.
Si sono distinti per l'impegno politico, orientato a sinistra e per le battaglie a favore delle minoranze etniche, contro il capitalismo e la globalizzazione, tutti temi che De la Rocha mette in evidenza nei testi delle proprie canzoni. A livello mondiale hanno venduto più di 16 milioni di dischi.
Nel 2023 sono stati inclusi nella Rock and Roll Hall of Fame.
Il 3 gennaio 2024, Brad Wilk ha dichiarato con un post via Instagram, che la band non terrà più alcun tour o concerto insieme, cancellando così definitivamente la ripresa del Public Service Announcement Tour iniziato nel 2022.

## Storia del gruppo

### Gli inizi

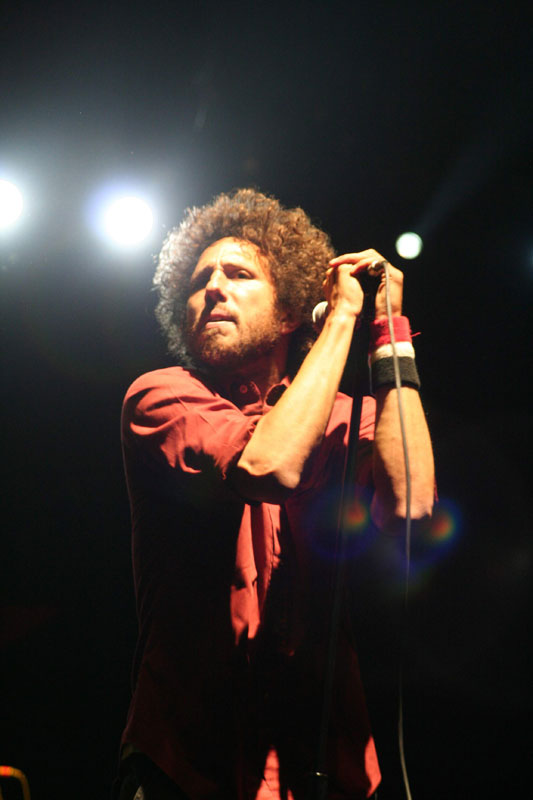
Zack de la Rocha

Nel 1991 il chitarrista Tom Morello si separò dai Lock Up, e decise di mettere in piedi un'altra band. In un club di Los Angeles assistette ad un'esibizione del rapper Zack De La Rocha. Morello fu entusiasmato dallo stile di De La Rocha, e gli chiese di entrare a far parte di un nuovo gruppo. Poi arruolò il batterista Brad Wilk, già nei Lock Up, mentre De La Rocha chiamò al basso l'amico d'infanzia Tim Commerford.
Il nome del gruppo deriva da una frase che Kent McLard, fondatore della Ebullition Records, aveva coniato per il suo magazine No Answers (seconda edizione). In origine, De La Rocha voleva usare il titolo Rage Against the Machine per il secondo album del suo vecchio gruppo, gli Inside Out. Il gruppo però si sciolse in seguito alla decisione, da parte dell'ex chitarrista Vic DiCara, di diventare monaco Hare Kṛṣṇa. Quella frase fu quindi utilizzata successivamente come nome della band formata da Morello, De La Rocha, Wilk e Commerford.
Poco dopo ebbero la loro prima esibizione dal vivo nella contea di Orange, in California, ad una festa casalinga di un amico di Tim. Poi registrarono per la Atlantic Records una cassetta di 12 pezzi, la cui copertina rappresentava la Borsa con un fiammifero attaccato con nastro adesivo sull'etichetta interna. Nove canzoni (di cui due b-side) entrarono nel loro primo album, le altre tre non furono pubblicate ufficialmente.
Numerose etichette discografiche espressero interesse, e alla fine i Rage Against the Machine firmarono per la Epic Records, sussidiaria della Sony Music. Morello disse al riguardo:

### Primi successi

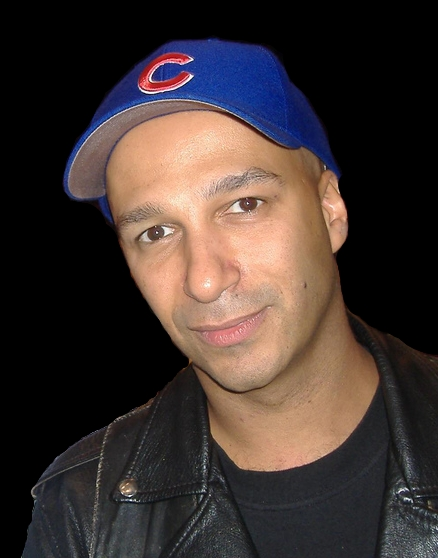
Tom Morello

Il 3 novembre 1992 uscì Rage Against the Machine, il loro primo album in studio. Negli Stati Uniti fu premiato con tre dischi di platino, e il singolo d'esordio Killing in the Name ebbe un notevole successo radiofonico. La versione USA del brano, abrasivo e costituito da un testo in sei spezzoni, fu di un minuto più corta di quella originale. Ciò fu dovuto alla rimozione della frase "Fuck you I won't do what you tell me" ("Vaffanculo, non farò quello che mi ordini"), ripetuta sedici volte. La canzone originale fu trasmessa per sbaglio da BBC Radio One, e così Killing in the Name raggiunse i primi posti in classifica in Gran Bretagna. Un altro brano, Freedom, era dedicato al leader nativo americano Leonard Peltier.
In seguito a pubblicazione e successo dell'album, la band si immerse in un tour promozionale negli Stati Uniti che diede loro l'occasione di diffondere un messaggio di protesta, di ricerca dell'uguaglianza e della giustizia sociale.
Una delle loro esibizioni di allora fu quella a Filadelfia nel 1993, a Lollapalooza. Durante il concerto, i quattro apparvero nudi sul palco per 15 minuti, con le bocche chiuse dal nastro adesivo, e una lettera per ciascuno sul petto a formare la sigla "PMRC" (Parents Music Resource Center, il comitato genitoriale responsabile della censura sugli album discografici negli USA). Si sentiva un solo suono, un feedback degli strumenti di Morello e Commerford. Il primo, al riguardo, nel 2003 disse alla rivista Revolver:
Suonarono anche in Europa, a fianco dei Suicidal Tendencies.
Nel 1996 uscì Evil Empire, che debuttò al primo posto di Billboard. La canzone Bulls on Parade fu eseguita al Saturday Night Live, nell'aprile dello stesso anno. La loro esibizione fu però subito sospesa, dopo che la band aveva tentato di capovolgere le bandiere americane sui loro amplificatori. Fecero ciò per protestare contro l'ospite Steve Forbes, all'epoca candidato repubblicano alla Casa Bianca.

### Live & Rare,The Battle of Los Angeles,Renegades

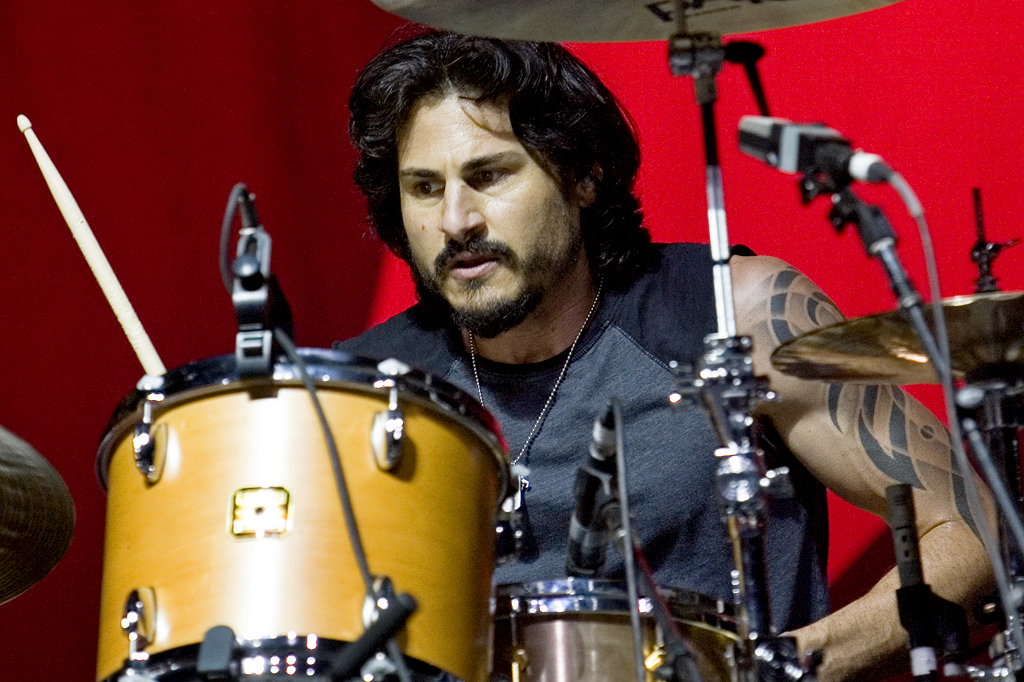
Brad Wilk

Nel 1997 uscì la raccolta di video Rage Against the Machine. Inoltre Tire Me vinse un Grammy Award alla miglior interpretazione metal.
Il loro primo lavoro dal vivo si intitola Live & Rare, pubblicato nel 1998 e contenente brani inediti accanto a pezzi già nelle liste tracce dei primi due album. The Battle of Los Angeles, terzo album in studio della band, fu pubblicato un anno dopo. Come il precedente esordì al primo posto nelle classifiche di Billboard; vendette 450.000 copie nella prima settimana e diventò doppio disco di platino. Tra i suoi brani di maggior successo troviamo: Testify, il cui video promozionale scherniva Al Gore e George W. Bush proprio durante il periodo delle elezioni USA del 2000; Sleep Now in the Fire, che critica duramente lo stile di vita americano; Voice Of The Voiceless, dedicata a Mumia Abu Jamal. Inoltre Guerrilla Radio fu premiato con un Grammy Award alla miglior interpretazione hard rock nel 2000. In quel periodo ebbero una delle loro più celebri tappe in Europa presso Wittgenstein, in Germania, di fronte a 100 000 fan.
Nel 1999 suonarono anche al festival intitolato Woodstock 1999, insieme a Red Hot Chili Peppers, Limp Bizkit, Korn e Kid Rock. Anche in quell'occasione bruciarono la bandiera americana, in segno di protesta.
Nello stesso periodo il gruppo incide anche il brano My Time, utilizzato dal wrestler Triple H come theme song tra il 1999 e il 2000.

### Primi anni 2000

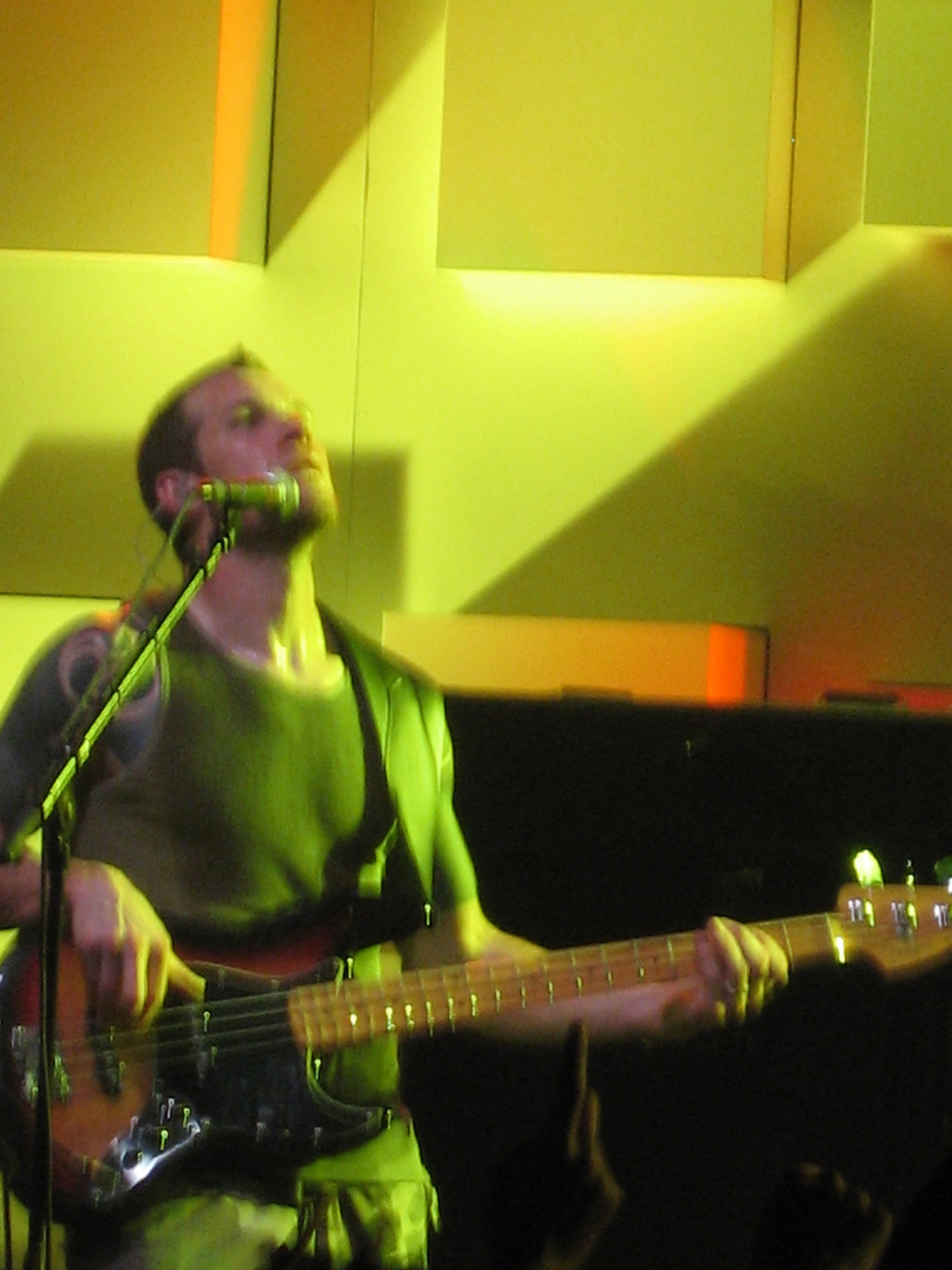
Tim Commerford

Il 26 gennaio 2000 si esibirono dal vivo davanti a Wall Street. Il New York Stock Exchange dovette chiudere i battenti, per il disagio provocato dalla folla che guardava il concerto. Per il video di Sleep Now in the Fire, Michael Moore usò filmati di quell'esibizione, ed altri che inquadravano dipendenti di Wall Street che saltavano alla musica dei RATM. Qualche mese dopo suonarono di fronte al congresso nazionale del Partito Democratico USA, a Los Angeles.
Dopo la pubblicazione di The Battle of Los Angeles, nel 2000 il gruppo incise Renegades, composto esclusivamente da cover di gruppi come Devo, MC5 e The Stooges, nonché di Afrika Bambaataa, Cypress Hill, Eric B. & Rakim, Bob Dylan e Bruce Springsteen (tutti annoverati dai Rage Against the Machine tra gli ispiratori dei loro testi). L'anno seguente uscì un'altra raccolta di video, The Battle of Mexico City.
Verso la fine del 2000, subito dopo la pubblicazione di Renegades e la vittoria alla Casa Bianca di George W. Bush, Zack de la Rocha lasciò la band per intraprendere una carriera solista. A giustificazione della sua defezione lasciò la seguente dichiarazione:
(Zack de la Rocha, 18 ottobre 2000)
Dopo il suo abbandono, nel 2001 Morello, Wilk e Commerford tentarono brevemente di sostituire De la Rocha. Si diceva che volessero assumere uno tra Rey Oropeza dei Downset, Chuck D dei Public Enemy e B-Real dei Cypress Hill. Tuttavia alla fine optarono per l'ex Soundgarden Chris Cornell, per dar vita agli Audioslave (prima Civilian).
A seguito degli attentati dell'11 settembre 2001, i Rage Against the Machine furono coinvolti in un episodio di censura mediatica: la società radiofonica statunitense Clear Channel Communications (oggi iHeartMedia) stilò una lista interna di canzoni considerate inopportune da trasmettere in quel contesto. In tale lista, vennero inclusi tutti i brani della band, senza eccezione
Nel 2003 Rage Against the Machine e The Battle of Los Angeles entrarono nella lista dei 500 migliori album secondo Rolling Stone, rispettivamente ai numeri 368 e 426. Inoltre uscì il loro secondo lavoro dal vivo, Live at the Grand Olympic Auditorium, che documenta l'ultimo concerto tenuto dal gruppo prima dello scioglimento.

### Progetti solisti di de la Rocha, Audioslave

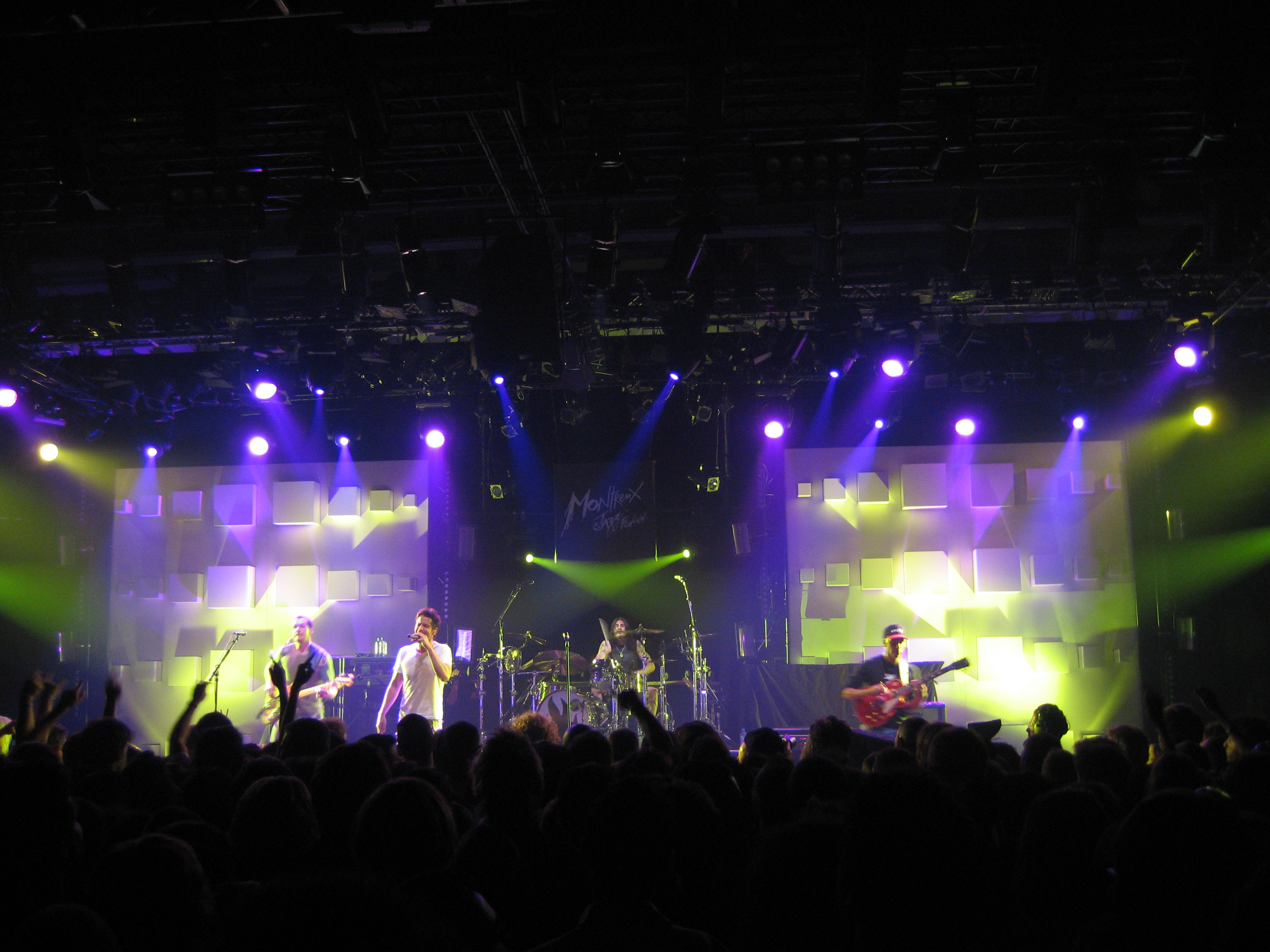
Gli Audioslave durante un concerto.

Il primo singolo degli Audioslave, Cochise, fu pubblicato nel novembre del 2002, e l'album d'esordio omonimo ha ricevuto non pochi consensi. Peraltro, la preferenza di Cornell di stare nel gruppo senza comunicare alcun messaggio politico deluse molti vecchi fan dei Rage Against the Machine. Il loro secondo album, Out of Exile, nel 2005 debuttò al primo posto di Billboard. Sono stati anche protagonisti della prima esibizione dal vivo a Cuba di un gruppo statunitense, il 6 maggio 2005. Il 5 settembre 2006 è uscito un altro disco, Revelations.
Secondo un'intervista rilasciata a Spin, De la Rocha ha registrato numerosi brani con altri artisti quali Reprazent, Roni Size e DJ Shadow, per un album solista. Nel 2001 aveva già registrato del materiale con Questlove, batterista dei Roots, e con il frontman dei Company Flow El-P. Nel 2002 De la Rocha cantò l'inizio di Release, brano dei Blackalicious (da Blazing Arrow). De la Rocha e DJ Shadow hanno registrato insieme March of Death, diffuso sul web nel 2003 per protestare contro la guerra in Iraq.
L'ex cantante dei R.A.T.M. ha anche lavorato con Trent Reznor dei Nine Inch Nails. Tuttavia, secondo Reznor queste canzoni non saranno mai pubblicate, perché ha detto che De la Rocha credeva che il materiale non fosse "abbastanza decente" da essere pubblicato.
Ai quattro ex componenti sono state fatte molte offerte per la loro riunione, ma a più riprese si sono rifiutati. Malgrado voci su pessimi rapporti tra la band e De la Rocha, ad un'intervista a Rockline Commerford ha riferito che i due si vedevano spesso e praticavano insieme il surf. Morello ha anche sostenuto che si contattavano spesso al telefono, e che si erano incontrati il 5 settembre 2005, ad una protesta degli agricoltori del Centro-Sud degli USA. Morello e De la Rocha furono fotografati insieme durante l'occasione - prima foto dei due dallo scioglimento del gruppo.
Nel febbraio del 2007 Chris Cornell annuncerà di aver lasciato gli Audioslave per contrasti con il resto della band. Pubblicherà poco dopo il suo secondo album solista Carry on. Gli ex compagni di band si sono riaggregati a De La Rocha per un ritorno in scena dei R.A.T.M.

### Ritorno in scena

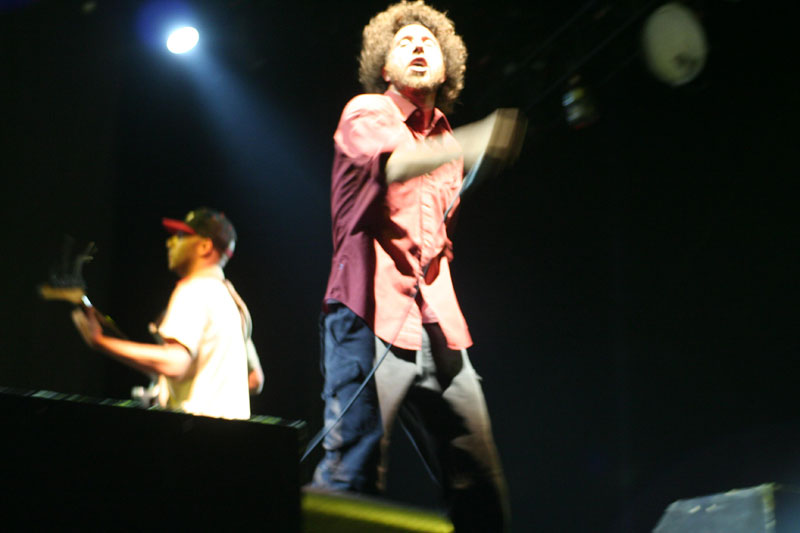
I Rage Against the Machine al Coachella Music Festival.

I Rage Against the Machine hanno suonato, nuovamente assieme dopo sette anni, il 29 aprile 2007 al Coachella Valley Music and Arts Festival (come annunciato verso metà gennaio e confermato il 22 del mese stesso) e sono state inoltre annunciate altre tre date fra il 28 luglio e l'11 agosto insieme ai Wu-Tang Clan, per il festival itinerante Rock the Bells. Nei loro progetti si parla anche del ritorno in studio, per l'incisione di un nuovo disco.
Nel maggio 2007, alla domanda se la band stesse preparando un nuovo album, Morello ha risposto:
(Tom Morello, 1º maggio, 2007)
Il 14 giugno 2008, ad otto anni di distanza dall'Heineken Jammin' Festival del 2000, i R.A.T.M. sono tornati ad esibirsi in Italia, allo stadio Alberto Braglia di Modena.
Nel 2009, molti anni dopo la sua uscita, Killing in the Name divenne il singolo natalizio al numero uno della Official Singles Chart britannica.

### Public Service Announcement Tour (2020 - 2024)
Durante la notte del 1º novembre 2019, la band annuncia tramite il loro account Instagram che si riunirà dopo 9 anni per 5 concerti durante la primavera del 2020, tra cui due concerti da headliner al festival di Coachella.
A febbraio dello stesso anno, viene annunciato il "Public Service Announcement" Tour, che prevederà oltre 40 concerti tra Nord America ed Europa. Il tour verrà poi spostato al 2021 a causa della pandemia e quindi nel 2022.
Il 9 luglio 2022 la band fa il suo ritorno dal vivo, suonando per la prima volta dopo 11 anni all'Alpine Valley Theater a East Troy, nel Wisconsin. Nella seguente data di Chicago, Zack de la Rocha si infortuna al tendine d'Achille, costringendolo a terminare il tour da seduto. La restante parte del tour europeo e nordamericano, verrà poi cancellata in seguito alle condizioni del frontman.
Il 3 gennaio 2024, Brad Wilk ha dichiarato con un post via Instagram, che la band non terrà più alcun tour o concerto insieme.

## Stile ed influenze
I Rage Against the Machine sono noti per essere tra i primi artisti del genere rap metal e per aver unito elementi di rap, metal e funk. Nei loro brani ricorrono a tecniche come rapping, particolari distorsioni di chitarra elettrica e slap. La loro musica è prevalentemente ispirata da Led Zeppelin, Living Colour, MC5, Public Enemy, Afrika Bambaataa, Run DMC, Beastie Boys e Red Hot Chili Peppers.
Il gruppo è considerato tra i principali ispiratori del rap metal, del rapcore e in parte del nu metal. Sono citati come influenze da artisti come: Linkin Park, P.O.D., Limp Bizkit, One Minute Silence, Grinspoon, Todos Tus Muertos, Evanescence, Endo, Funk Shway.

## Idee politiche

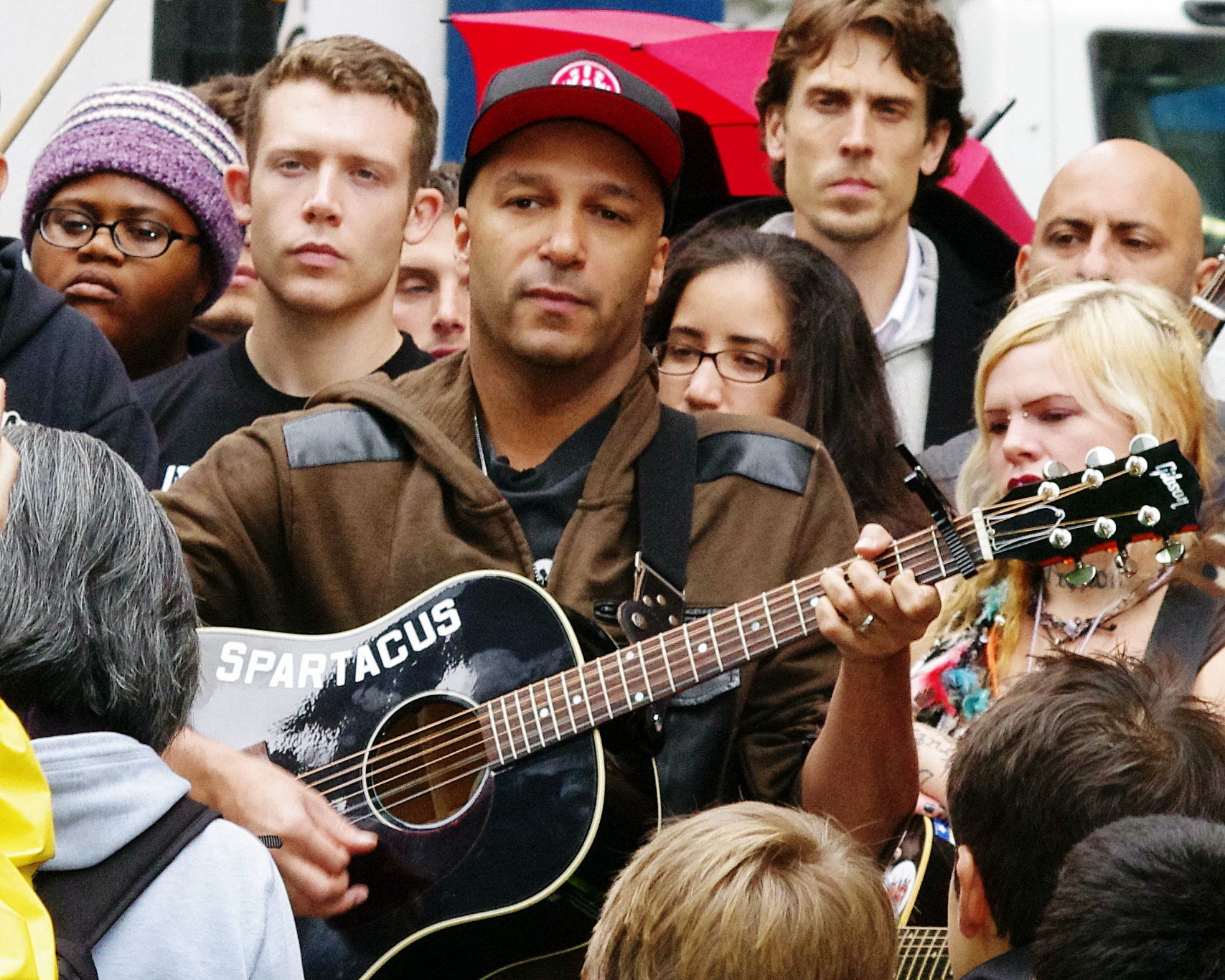
2011: Partecipazione di Tom Morello, chitarrista del gruppo, a Occupy Wall Street

I Rage Against the Machine si dichiarano apertamente di sinistra rivoluzionaria, e criticano altamente le strategie economiche e diplomatiche del loro paese. Nel corso della loro carriera parteciparono a proteste ed altre manifestazioni di attivismo, per propugnare ed applicare le loro idee. Il gruppo vedeva la propria musica come un mezzo di impegno sociopolitico. Tom Morello sosteneva, a proposito della schiavitù salariale:
Nel contempo i detrattori evidenziavano che la loro tensione, nel dichiarare l'impegno politico, era in contrasto con il fatto che fossero sotto contratto con la Epic Records, sussidiaria della Sony Music. Gli Infectious Grooves pubblicarono la canzone Do What I Tell Ya!, che prendeva in giro il testo di Killing in the Name ed accusava il gruppo di ipocrisia. In risposta a siffatte critiche, Morello rispose.

## Apparizioni in film e videogiochi
| Brano                 | Anno | Album                      | Apparizione                                                   |
| --------------------- | ---- | -------------------------- | ------------------------------------------------------------- |
| Wake Up               | 1999 | Rage Against the Machine   | Utilizzato nella colonna sonora del film Matrix               |
| Calm Like a Bomb      | 2000 | The Battle of Los Angeles. | Utilizzato nella colonna sonora del film Matrix Reloaded      |
| Darkness of Greed     | 1994 |                            | Utilizzato nella colonna sonora del film Il corvo - The Crow  |
| No Shelter            | 1998 | The Battle of Los Angeles. | Utilizzato nella colonna sonora del film Godzilla             |
| Bombtrack             | 1994 | Rage Against the Machine   | Utilizzate nella colonna sonora del film Natural Born Killers |
| Take the Power Back   | 1994 | Rage Against the Machine   | Utilizzate nella colonna sonora del film Natural Born Killers |
| Tire Me               | 1995 | Evil Empire                | Utilizzate nella colonna sonora del film Higher Learning      |
| Year of tha Boomerang | 1995 | Evil Empire                | Utilizzate nella colonna sonora del film Higher Learning      |
| Year of tha Boomerang | 1994 | Evil Empire                | Utilizzato nella colonna sonora del documentario Hoop Dreams  |

| Brano               | Anno | Album                     | Apparizione                                                           |
| ------------------- | ---- | ------------------------- | --------------------------------------------------------------------- |
| Killing in the Name | 2004 | Rage Against the Machine  | Utilizzato nella colonna sonora del videogioco GTA San Andreas        |
| Guerrilla Radio     | 2000 | The Battle of Los Angeles | Utilizzato nella colonna sonora del videogioco Tony Hawk Pro Skater 2 |
| Killing in the Name | 2006 | Rage Against the Machine  | Utilizzato nella colonna sonora del videogioco Guitar Hero II         |
| Bulls on Parade     | 2007 | Evil Empire               | Utilizzato nella colonna sonora del videogioco Guitar Hero III        |

## Formazione
- Zack de la Rocha – voce (1991-2000, 2007-2011, 2019-2024)
- Tom Morello – chitarra (1991-2000, 2007-2011, 2019-2024)
- Tim "C" Commerford – basso (1991-2000, 2007-2011, 2019-2024)
- Brad Wilk – batteria (1991-2000, 2007-2011, 2019-2024)

## Discografia

### Album in studio
- 1992 – Rage Against the Machine
- 1996 – Evil Empire
- 1999 – The Battle of Los Angeles
- 2000 – Renegades

### Raccolte
- 1997 – Live & Rare
- 1997 – Rage Against the Machine

### Album dal vivo
- 2003 – Live at the Grand Olympic Auditorium
- 2001 – The Battle of Mexico City

## Premi e riconoscimenti
Grammy Awards
- Best Metal Performance (1997) - Tire Me (premio vinto)
- Best Hard Rock Performance (1997) - Bulls on Parade (nomina)
- Best Hard Rock Performance (1998) - People of the Sun (nomina)
- Best Metal Performance (1999) - No Shelter (nomina)
- Best Hard Rock Performance (2001) - Guerilla Radio (premio vinto)
- Best Hard Rock Performance (2002) - Renegades of Funk (nomina)

MTV Video Music Awards
- Miglior video rock (1996) - Bulls on Parade (nomina) (vinto dai Metallica, per Until It Sleeps)
- Miglior video rock (1997) - People of the Sun (nomina) (vinto dagli Aerosmith, per Falling in Love (Is Hard on the Knees))
- Miglior video rock (2000) - Sleep Now in the Fire (nomina) (vinto dai Limp Bizkit, per Break Stuff)

VH1
- Il 4 maggio 2006, Bulls on Parade è entrato 15º tra i 40 migliori brani metal secondo VH1.